# Angst (album)
Angst – pierwsza studyjna płyta zespołu Lacrimosa wydana w 1991 roku przez wytwórnię Hall of Sermon.

## Lista utworów
Opracowano na podstawie materiału źródłowego.
1. „Seele in Not” – 9:26
2. „Requiem” – 9:45
3. „Lacrima Mosa” – 5:18
4. „Der Ketzer” – 7:15
5. „Der letzte Hilfeschrei” – 5:17
6. „Tränen der Existenzlosigkeit” – 10:28

## Twórcy
Opracowano na podstawie materiału źródłowego.
- IMAGO, Basel - oprawa graficzna
- Stelio Diamantopoulos - oprawa graficzna
- Tilo Wolff - oprawa graficzna, muzyka, słowa, produkcja muzyczna, instrumenty
- Judith Grüning - zdjęcia
- Philippe Alioth - mastering
- Judith Grüning - śpiew